# Alchemilla ladislai
Alchemilla ladislai é uma espécie de rosácea do gênero Alchemilla, pertencente à família Rosaceae.